# Нижнее (озеро, Североуральский округ)
Нижнее — озеро в Свердловской области, расположено в 1,5 километрах юго-восточнее села Всеволодо-Благодатское Североуральского городского округа. Площадь поверхности озера — 1,25 км² (по другим данным — 1,5 км²). Высота водного зеркала над уровнем моря — 160,7 метра. Площадь водосборного бассейна озера — 141 км².
Западный берег озера обрывистый, порос лесом, восточный, южный и северный — заболоченные. Через озеро протекает река Нижний Исток (приток Шегультана), впадая в его восточную часть под названием Исток и вытекая с юга.
Озеро богато рыбой.
Код водного объекта — 14010502411111200012139.